# Пътешествията на Гъливер
„Пътешествията на Гъливер“ (на английски: Gulliver's Travels, пълно заглавие: Travels into Several Remote Nations of the World, in Four Parts. By Lemuel Gulliver, First a Surgeon, and then a Captain of Several Ships – „Пътешествия до някои далечни страни в света, в четири части. От Лемюел Гъливер, първо лекар, а после капитан на няколко кораба“) е сатирическо произведение от ирландския писател и журналист Джонатан Суифт. Първата част на романа -„Гъливер в страната на лилипутите“, е написана през 1721 г. За първи път книгата е публикувана през 1726 г., а през 1735 г. е публикувано второ, допълнено издание. Особено известно става и изданието на детската книга, която се състои от две части, в които Гъливер открива първо Страната на Лилипутите, а след това се озовава в Страната на Великаните, където всичко е дванадесет пъти по-голямо в сравнение с нормалния свят.
„Пътешествията на Гъливер“ е всъщност една пародия на романа на Даниел Дефо „Робинзон Крузо“, той осмива желанието на него и други писатели от същата епоха да представят фантастични истории като реалистични или документални. Похватът, който Суифт използва, се нарича реалистична фантастика или фантастичен реализъм.

## Сюжет и проблематика
Главният герой Гъливер описва своите пътешествия. Повествованието се води от първо лице. Произведението е в четири части:
- „Пътуване до Лилипутия“
- „Пътуване до Бробдингнаг“
- „Пътуване до Лапута, Балнибарби, Лъгнаг, Глъбдъбдриб и до Япония“
- „Пътуване до страната на хоинъмите“

### Част 1. Пътуване до Лилипутия
В първата част на романа писателят отправя своя герой, корабният лекар и хирург Лемюъл Гъливер, в далечната страна Лилипутия, която според него се намира на югозапад от остров Ван Димен (съвременна Тасмания). След стегнато и убедително описание на бедствието, претърпяно от героя и неговите другари, Гъливер се отпуска изнемощял на непознатия бряг и скоро заспива. Попаднал на брега на смрачаване, на развиделяване Гъливер не успява да стане, той се оказва завързан. Гъливер е попаднал в империята Лилипутия, където всичко в нея е дванадесет пъти по-малко: хора, растения, постройки. От описанието в книгата става ясно, че средният ръст на лилипутите е шест инча, тоест около петнадесет сантиметра. Така в страната на лилипутите „средният англичанин“ Лемюъл Гъливер се оказва великан с всички произтичащи от това последствия. Малките човечета го именуват веднага Човек планина. Още в същата първа глава плененият великан бива пренесен до столицата на Лилипутия и настанен да обитава най-големия храм на страната, където той с труд може да пропълзи и да се излегне. В първата част от романа Лемюъл Гъливер е един безкрайно сговорчив и добродушен великан. За разлика от Херакъл на Филострат, който след като се събужда, презрително насмита дребните човечета в лъвска кожа и тръгва да ги отнесе на любимата си Евристея, героят на Суифт играе съвестно ролята на пленник и по-късно верен поданик на „всемогъщия император на Лилипутия, радостта и ужасът на вселената“. Чрез договора, сключен между Гъливер и император Голбасто се регламентират отношенията между Човека планина и владетеля на Лилипутия. В анекса към този договор се посочва, че Куинбус Флестрин „ще получава дневна дажба от храна и напитки, достатъчни за изхранването на 1728 наши поданици“. Както пояснява малко по-нататък разказвачът, неговият „порцион“ бил изчислен от математиците на негово Величество, след като измерили ръста му и предполагаемия му обем.
Приключенията на героя в страната на лилипутите са изключително занимателни. Чрез необикновения конфликт между различни мащаби на човешкото, Суифт е съумял да представи всекидневното и баналното като ново и необикновено. Един от похватите да бъде постигнато това е методът, наречен от руския литературовед Виктор Шкловски през 20-те години на XX в. отстранение (възприемане на познатото като нещо необикновено). Другият основен естетически похват, използван от автора, може да бъде описан като оживяване на кукленското. Лилипутите са като оживели кукли, с които Човекът планина безкрайно внимателно и грижливо се забавлява и си играе.
Занимателният разказ за приключенията на Гъливер в страната на лилипутите има и друг, дълбок смисъл. С основание се смята, че първата част на романа е и сатирата на английския политически живот. Монозина критици са склонни да твърдят, че поведението на Гъливер в тази част е алегория за участието на Суифт в политическия живот на съвременна Англия. Някои дори се заели да изброят въжетата, с които бил вързан героя на морския бряг по броя на публикациите, насочени срещу Суифт. Може би подобно тълкование е малко произволно, но е несъмнено, че в образа на кукленския императорски двор писателят визира родината си. Съвременниците на Суифт били склонни да идентифицират императора Голбасто с крал Джордж I, главният адмирал Болголам – с херцог Аргайл, а повратливият министър Флиннап – с министър-председателя на уигите Робърт Уолпол. Бягството на обвинения в държавна измама Гъливер в съседно Блефуску се оприличава на бягството на видни торийски политик и личен приятел на Суифт Виконт Болинброк във Франция. Подобни аналогии придавали допълнителна актуалност на прочита на времето. Много по-интересна обаче е сатиричната парабула (притча), позволяваща дворът на Лилипутия да се привиди като сатиричен образ на английската действителност от първата четвърт на XVIII в. Съперничеството и войните между Лилипутия и Блефуску лесно се идентифицират с вековните разпри между Англия и Франция, но в сатиричния план на повествованието причината за това е в спора откъм коя страна трябва да се чупи вареното яйце – откъм тъпата или откъм острата. По такъв начин религиозните разпри (Англия е протестантска, Франция – католическа страна) са минимализирани и направени смешни. Не по-малко остроумно е показано несъщественото различие между уиги и тори на кормилото на властта. Двете партии в Лилипутия се различават по това, че едните ходят с обувки с високи токове, а другите – с ниски токове. За да бъде добре и с двете партии, престолонаследникът носи една обувка с висок, а другата – с нисък ток и поради това куца като ходи.

### Част 2. Пътуване до Бробдингнаг
В „Пътуване до Бробдингнаг“ ситуацията е огледална на първата част. Героят попада в страната на великаните, където всичко е дванадесет пъти по-голямо в сравнение с нормалния свят. И както Гъливер е единственият великан в страната на лилипутите, така той се оказва единственият лилипут в страната на великаните. Оживялото кукленско в тази част от книгата е още по-занимателно, а приключенията на героя, носещи винаги комичен оттенък в първата част, придобиват във втората авантюрен и драматичен характер. Дребното човече, което е Гъливер, е в смъртна опасност в епизоди, чиято битова прозаичност иначе би будила само усмивка. Още докато е в дома на чифликчията, намерил го на нивата си, героят трябва да се сражава с два плъха, големи колкото кучета, които са се покатерили на леглото. По-късно, когато е в кралския дворец, Гъливер за малко не се удавя в супника на трапезата, сражава се с влезлите в трапезарията оси, едва се измъква от костта, където го е затъкнало злобното джудже на краля и т.н. Това преобръщане на кукленското е интимизирано, защото е представено през погледа на главния герой, несъмнено е изключително привлекателно за малките читатели, които го възприемат в плана на лудическото, без да се стараят да вникнат в по-сериозното послание на автора. Конфликтът между различните мащаби, заложен като специфична художествена оптика в първите две части на книгата дава повод за редица не утешителни заключения, но заслужава да се отбележи и нещо друго: чрез по̀лета на необикновената си фантазия Суифт дава плът на една твърде популярна и многократно разисквана през епохата на Просвещението идея – тази за „множествеността на световете“, съгласно която е възможно сред безкрайната вселена да съществуват и други светове, населени с разумни същества, макар и по-различни от земните хора.
Специфичен ефект от конфликтуването на мащабите в страната Бробдингнаг е това, че там и най-големите красавици се струват грозни на Гъливер, тъй като порите на кожата им са големи, докато всички жени в Лилипутия му се струват хубавици поради скромните си размери. Суифт особено настоява върху отвратителната миризма на великаните, а това несъмнено е свидетелство за отвращението на писателя от човешката физиология.
Някои изследователи твърдят, че втората част от краткия роман на Суифт може да бъде възприеман като своеобразна утопия. Бробдингнаг е щастлива страна, управлявана от крал, учил философия и математика. Хората се прехранват със земеделие, непознати са им пороците, на каквито е свидетел в родината си Гъливер. Като модел на измислена страна Бробдингнаг смятат, че Суифт е имал предвид Шотландия.

### Част 3. Пътуване до Лапута, Балнибарби, Лъгнаг, Глъбдъбдриб и до Япония
Третата част от книгата напомня за фантастичното пътуване на компанията около Пантагрюел в романа на Франсоа Рабле. В нея Гъливер попада на различни острови, пръснати из океана, където става свидетел на редица прелюбопитни неща. Най-напред героят бива взет на летящия остров Лапута, който според възприетата от Рабле идея да се злоупотребява с точни цифри представлява „пълен кръг с диаметър 7837 ярда, или около четири мили и половина, и следователно има площ десет хиляди акра. Дебелината му е триста ярда.“ На хвърчащия остров, който непрекъснато кръжи около страната Балнибарби Лагадо, където най-любопитно се оказва посещението в Академията на проектантите. С основание се смята, че в тези страници сатирата на писателя е насочена против Кралското научно дружество, председателствано по времето на писането на романа от великия Нютон. В по-общ план сатирата е съсредоточена върху безплодна наука, която не намира приложение в живота. Учените в академията в Лагадо се занимават с проекти и експерименти, които са не само безсмислени, но и смешни. В пета и шеста глава са описани заниманията на учените от Лагадо. Най-удивителното е, че Суифт неволно е изпреварил някои научни открития, направени след него. Така той е предсказал съществуването на двата естествени спътника на планетата Марс цели 150 години преди те да бъдат открити от американския астроном Хол. Кондензирането на водни пари било осъществено през 1877 г., а производството на амониева селитра от атмосферния азот, над което се труди учен от Академията, е започнало в годините преди Втората световна война.
На остров Глъбдъбдриб, където Гъливер гостува на губернатора, той получава възможност да призовава велики духове от миналото и да разговаря с тях. Това хрумване несъмнено пак е подсказано от Рабле, където един от героите отива до отвъдния свят и след това разказва за срещите си с прочути люде там. Самата стилистика на тези глави (III, VI, VII, VIII) твърде много напомня за белетристичния почерк на Рабле: “След това видях как Ханибал прекосява Алпите; той ми каза, че в лагера му нямало капка оцет."
В страната Лъгнаг, която Гъливер също посещава, узнава, че сред всяко поколение се раждат и по неколцина стрълдбръги, което на местния език означава „безсмъртници“. По волята на съдбата тези хора са осъдени на безсмъртие. Героят въодушевено излага предимствата на този необикновен дар, но събеседниците му са на друго мнение. Дали Суифт се е вдъхновил за този микросюжет от древната легенда за Ганимед, е трудно да се съди. И неговите „безсмъртници“ са получили като любимеца на Зевс вечен живот, но не и вечна младост, а това обезсмисля рядката им привилегия. „По-покрусяваща гледка от тези безсмъртници не съм виждал; а жените бяха по-ужасни от мъжете. Освен обикновената уродливост на много дълбока старост съответно с годините те придобиват страшна мъртвешка бледност, която не се поддава на описание…“

### Част 4. Пътуване до страната на хоинъмите
Последното пътуване на вече морския капитан Лемюъл Гъливер трае малко повече от пет години (1710 – 1715) и е наименувано „Пътуване до страната на хоинъмите“. При него изходната сюжетна ситуация е видоизменена и напомня за релациите на капитан Роджърс, когато е открил прототипа на Робинзон Крузо на безлюдния остров. Моряците от кораба на капитан Гъливер решили да станат пирати, като продадат стоката за своя сметка и затова го оставят на някакъв непознат бряг. Това се оказва страната на хоинъмите, „говорещите коне“.
Суифт пак е използвал похвата на „преобръщането“, но вече не като съпоставяне на мащаби. В тази необикновена страна разумни са говорещите коне хоинъми, а деградиралите хора, наричани яху, са извършители на грубата работа. Писателят е нахвърлил колективен портрет на двете общества, а дорестият кон, с когото Гъливер се сприятелява, е негов домакин и сърдечен приятел, който му разяснява принципите на хоинъмската цивилизация.
Разказът на състоянието на съвременна Англия и Европа е сбит сатиричен преразказ за европейската цивилизация, който не дава основание за гордост. Накрая домакинът хоинъм заповядва на Гъливер да млъкне, защото „се наслушал на тема война“.
В четвъртата част на романа хрумването на писателя не е особено убедително, защото физиологията на коня влиза в противоречие с мисловността, която писателят му приписва. Днес тази част се възприема като своеобразна антиутопия, при която конете се развиват до нов стадий на разумни същества, а хората деградират до състоянието на животни. Подобна инволюция плаши Суифт, защото тя е против самото съществуване на човешкия род. Самите хоинъми също не са образец на висок интелект – те имат развито стадно чувство и главната им грижа е равновесието в обществото и грижата за потомството. В това отношение те напомнят за някои хрумвания от друга гениална антиутопия, писана триста години по-късно – „Прекрасният нов свят“ на Олдъс Хъксли.

## Издания

### Великобритания/ САЩ
- Swift, Jonathan: Travels into Several Remote Nations of the World in Four Parts. By Lemuel Gulliver, First a Surgeon, and then a Captain of Several Ships. London 1726, 1735, 1765 (пълно издание Works), 1915 (Prose Works)
- Swift, Jonathan: Travels .... by Lemuel Gulliver.. издаден от J. Hayward: Gulliver's Travels and Selected Writings in Prose and Verse. New York 1990.
- Asimov, Isaac: The Annotated Gulliver’s Travels. New York 1980.

### Преводи в България
- „Пътешествията на Гъливер“ [фантаст. роман] превод от английски език Весела Желязкова, Цветан Стоянов; с предговор от Цветан Стоянов; София: Отечество, 1976, 1980
- „Пътешествията на Гъливер“, [фантаст. роман] превод от английски език Весела Желязкова, Цветан Стоянов; с предговор от Цветан Стоянов, Ил. Петър Чуклев; Златна библиотека: Избрани творби за деца и юноши; Кн. 18; София: Народна младеж, 1969
- „Пътешествията на Гъливер“ [роман за юноши], превод от английски език Дона Гогова (преводът е направен от съкратено английско издание). София: Дамян Яков, 1999 (В. Търново: Абагар ООД)
- „Пътешествията на Гъливер“ [роман за юноши], превод от английски език Весела Желязкова, Цветан Стоянов; Ил. Мортен Транвил, Жан Транвил; София: ПАН, 1997
- „Пътешествията на Гъливер“ [роман]: В 2 кн.; свободен превод на Ангел Каралийчев; Худож. Жил Гранвил; Издателски данни: София: Фама, 1995 (Враца, Полипринт)
- „Пътешествията на Гъливер“ [фантастичен роман за юноши]; превод от английски език Весела Желязкова, Цветан Стоянов, с предговор от Цветан Стоянов; София: Свят, 1991
- „Пътешествията на Гъливер“, превод от английски език Теодора Атанасова, Боян Атанасов; София: Изток-Запад, 2014, ISBN 978-619-152-375-7

## Адаптации

### Филми
- Откъс от „Пътешествията на Гъливер“, 1939Пътешествията на Гъливер, анимация, 1939, САЩ

- Пътешествията на Гъливер (Gulliver's travels), 1996, Великобритания, САЩ
- Пътешествията на Гъливер (Gulliver's travels), 2010, САЩ

### Мюзикъл
- Mike d’Abo u. a.: Gulliver’s Travels. CD – Sanctuary/(Rough Trade), 2001